# AN-Mk 33
AN-Mk 33 – amerykańska bomba przeciwpancerna wagomiaru 1000 funtów. Była stosowana podczas II wojny światowej przez lotnictwo US Navy i USAAC.
Bomba AN-Mk 33 miała korpus o dużej wytrzymałości, dzięki czemu mogła być używana do zwalczania fortyfikacji i opancerzonych okrętów. AN-Mk 33 miała pomalowany na oliwkowo korpus z żółtym pasem naokoło nosa i ogona. Bomba była uzbrojona zapalnikiem tylnym AN-Mk 228.